# Gary Neiwand
Gary Neiwand (n. 4 septembrie 1966, Melbourne, Victoria, Australia) este un ciclist australian, medaliat olimpic. A participat la 4 ediții ale Jocurilor Olimpice (1988, 1992, 1996, 2000) în care a câștigat o medalie de argint.